# De griezel-cd
De griezel-cd is een projectmatige cd van de Nederlandse popgroep VOF de Kunst. Onder andere zijn liedjes van Annie M.G. Schmidt opgenomen, daarnaast hebben ook Erik van Muiswinkel en Paul van Loon hun medewerking verleend. De context van de cd is een aantal griezel-liedjes, met als thema dat de band VOF de Kunst is uitgenodigd op een eng kasteel, waar al de liedjes zijn opgenomen.

## Nummers
| Nr. | Titel                      | Duur |
| --- | -------------------------- | ---- |
| 1.  | Het Verhaal                | 3:55 |
| 2.  | De Griebel-Glibbertrol     | 3:37 |
| 3.  | Ben Je Bang?               | 2:30 |
| 4.  | Alle Monsters Vieren Feest | 4:28 |
| 5.  | Monsters Te Koop           | 3:47 |
| 6.  | Sprookje Van Een Spookje   | 5:01 |
| 7.  | Bang Van De Bullenbak      | 2:43 |
| 8.  | In Het Donker              | 2:41 |
| 9.  | 's Nachts Is Alles Anders  | 2:40 |
| 10. | Vette Spin                 | 3:25 |
| 11. | De Griezelbus              | 3:33 |
| 12. | Het Monster Van Loch Ness  | 3:13 |
| 13. | Dolfje Weerwolfje          | 3:01 |
| 14. | Krokodil In Bed            | 3:32 |
| 15. | Heks, Heks                 | 3:08 |
| 16. | Het Gruizel Griezelfeest   | 4:34 |

## Bezetting
- Nol Havens - Zang en gitaar
- Chris Smalt - Toetsen en trompet
- Ocki Klootwijk - Basgitaar en trombone
- Robert de Kok - Saxofoon en accordeon
- Hans Klein - Gitaar
- Mark Stoop - Slagwerk en percussie
- Barry Hay - Zang op 'Monsters te koop'
- Aart Staartjes - Verteller in 'Het verhaal'